# Atropacarus striculus
Atropacarus striculus är en kvalsterart som först beskrevs av Koch 1835.  Atropacarus striculus ingår i släktet Atropacarus och familjen Phthiracaridae.

## Underarter
Arten delas in i följande underarter:
- A. s. striculus
- A. s. insularis